# Клопы-охотники
Клопы-охотники (лат. Nabidae) — семейство полужесткокрылых из подотряда клопов. К семейству относятся 400 видов, распространённых повсеместно.

## Описание
Это клопы небольших размеров, обычно достигающие от 3 до 12 мм.

## Распространение
В Палеарктике отмечено 10 родов и 112 видов. В Северной Америке распространены 34 видов из 11 родов.

## Экология
Обычны среди высоких травянистых зарослях в полях, лугах и садах. Нимфы и имаго хищники; питаются мягкотелыми насекомыми. Представители рода Arachnocoris являются комменсалами пауков.

## Палеонтология
Древнейшие клопы-охотники были найдены в меловом бирманском янтаре.

## Классификация
Семейство включает 386 видов из 31 рода. Ныне самостоятельные семейства Medocostidae и Velocipedidae ранее рассматривали в ранге подсемейств Nabidae.
Некоторые роды семейства:
- Anaptus
- Himacerus
- Hoplistoscelis
- Lasiomerus
- Metatropiphorus
- Nabicula
- Nabis
- Pagasa
- Phorticus